# 天真爛漫☆セキララ子〜恋敗女子のための幸せ応援バラエティ〜
『天真爛漫☆セキララ子〜恋敗女子のための幸せ応援バラエティ〜』（てんしんらんまんセキララこ れんぱいじょしのためのしあわせおうえんバラエティ）は、2013年1月12日から同年3月30日まで、朝日放送（ABCテレビ）で土曜日24時49分 - 25時19分（日曜日0時49分 - 1時19分、JST）に放送されていたバラエティ番組。
スシローの一社提供番組で、2013年4月6日からは愛媛朝日テレビで放送されている。

## 概要
恋愛がうまく行かない女性（放送上の通称は「恋敗女子」）の恋愛が成功するように、その女性への取材映像やスタジオでのトークを通じて、MC陣が一緒に考えながら応援する番組。MC陣はすべて（出演時点で）独身の女性タレント（主にお笑い芸人）で、友近がメインMCとして毎回出演するほか、週替わりで2名が登場していた。
放送上は、「恋愛に関する悩みをスタジオでMC陣へ赤裸々に語る」という意味から、スタジオに招く恋敗女子を「セキララ子」と呼称。番組開始から2013年3月中旬までは、公式サイトで「セキララ子」を募集していた。
番組の後半では、スシローの社員が週替わりで同社お勧めの寿司1品を紹介する「スシローのイチオシ推し寿司」を放送。「セキララ子」とのスタジオトークを終えたばかりのMC陣が、同社の店舗風のカウンターセットで、トークの内容を振り返りながらお勧めの寿司を試食する趣向になっていた。
なお、ABCでの放送が終了した2013年4月6日からは、友近の出身地・愛媛県の系列局である愛媛朝日テレビで遅れ放送を開始している。

## 出演者
- 友近 - メインMC

以下の人物は、週替わりで2名ずつMCとして出演。
- 大島美幸（森三中）
- 馬場園梓（アジアン）
- 近藤春菜（ハリセンボン）
- 小泉エリ
- 宇都宮まき
- 桜 稲垣早希

コーナー出演
- 岸野里香（当時:NMB48）- 「スシローのイチオシ推し寿司」の案内役として登場

## ネット局
| 放送対象地域 | 放送局                | 放送時間           | 放送開始日    | 遅れ     |
| ------------ | --------------------- | ------------------ | ------------- | -------- |
| 近畿広域圏   | 朝日放送（ABC）       | 土曜 24:49 - 25:19 | 2013年1月12日 | 制作局   |
| 愛媛県       | 愛媛朝日テレビ（eat） | 土曜 25:15 - 25:45 | 2013年4月6日  | 84日遅れ |

## スタッフ
- ナレーション：角野友紀（朝日放送アナウンサー）
- 構成：城之内承次郎、藤木汐見
- ブレーン：鍋谷直輝
- TD：森裕喜
- SW：楠本由希子
- CAM：水田芳裕、林加奈子、川崎圭一郎
- MIX：西森大記
- AUD：滝川毅
- VE：丸尾恵介
- VTR：長渕清美
- LD：道本啓介
- LO：田中一輔、岡崎麻依、中川芽実
- 美術：口井雅弘
- タイトルデザイン：渕野由美
- 編集：井上哲郎、岡本尚樹
- 音効：片岡幸司
- MA：山本正志
- ヘアメイク：ビーム
- 技術協力：関西東通、サウンド-K
- 美術協力：グリーン・アート、思巧堂、高津商会、東京衣裳、京阪商会、百花園
- 編成：新妻大輔（ABC）
- 宣伝：中村智子（ABC）
- スタッフ協力：ash、ミッシェル
- AD：宮本貴資、澤田竜一
- ディレクター：日並拓也、砂川義忠、苗村一宏、伊藤佳祐
- 演出：並木慶
- プロデューサー：鳥海久慎（ABC）、伊藤拓哉（ABC）、田井中皓介（よしもとクリエイティブ・エージェンシー）、礒田裕子
- 制作協力：吉本興業、バックアップメディア
- 制作著作：ABC